# Thomas Ewing Jr.
Thomas Ewing Jr. (Lancaster, 1829. augusztus 7. – New York, 1896. január 21.) amerikai ügyvéd, politikus, Kansas első főbírája és a szabad államok vezető szószólója, az amerikai polgárháború idején az uniós hadsereg tábornoka 

## Pályafutása
1877–1881 között két cikluson át az Amerikai Egyesült Államok ohiói kongresszusi képviselője volt. 1880-ban az ohiói kormányzói posztért folytatott kampányt hajszál híján elvesztette. 
1896-ban halt meg, amikor egy New York-i omnibusz elütötte. 1896-ban a New York-i Yonkersben, az Oakland temetőben temették el. 